# Arbopercula angulata
Arbopercula angulata is een mosdiertjessoort uit de familie van de Electridae. De wetenschappelijke naam van de soort is, als Electra angulata, voor het eerst geldig gepubliceerd in 1909 door Levinsen.